# Tom Clancy's The Division
Tom Clancy's The Division è un videogioco di genere open world e action RPG. Annunciato durante l'E3 2013, pubblicato da Ubisoft l'8 marzo 2016. Il primo trailer ufficiale del gioco è stato mostrato il 10 giugno 2013, in occasione della prima giornata dell'E3. In seguito un filmato di pochi minuti sul motore di gioco è stato presentato ai VGX. In occasione del GDC, il 19 marzo 2014 Ubisoft ha pubblicato un nuovo trailer che mostra la potenza del nuovo motore grafico Snowdrop insieme ad alcune scene del gameplay.

## Trama
Il gioco è ambientato a New York sprofondata nel caos, a causa di un'epidemia di un ceppo molto resistente del vaiolo su larga scala che ha sconvolto l'intero paese durante il Black Friday del 2015. Il virus ha continuato la sua corsa poi per tutto il mese di dicembre (compreso il periodo natalizio), a capodanno, per poi arrivare nel mese di gennaio 2016. In quegli stessi giorni l'acqua, il cibo, le risorse e le cure mediche iniziano a scarseggiare, uccidendo i pochi superstiti rimasti, vari supermercati e negozi vengono presi d'assalto per fare scorte di cibo e acqua, mentre molti civili si trasformano in feroci criminali. Il Presidente emana la Direttiva 51, un piano per contrastare l'epidemia, fallendo miseramente dopo appena 15 giorni. L'unica speranza risiede nella squadra speciale SHD (Strategic Homeland Division), denominata anche The Division, che ha il compito di controllare e di riportare in ordine la città, ma soprattutto scoprire cosa ha causato il virus.

## Modalità di gioco
Il gioco è stato mostrato all'E3 2013, rivelando le grandi ambizioni dello stesso. Come Destiny, anche The Division è incentrato sulla modalità multigiocatore, in particolar modo sulla cooperativa, quindi si tratta di un gioco "solo online" ma si può decidere se giocare da soli o se creare una squadra, ognuna composta da un massimo di 4 giocatori. È possibile personalizzare il proprio personaggio, dal sesso fino alla faccia, è possibile personalizzare i vestiti, le armi, gli accessori e le abilità (in quanto non sono presenti classi predefinite). Si deve seguire la trama tramite missioni principali, ma è possibile fare anche svariate missioni secondarie, lasciando ampio spazio al giocatore nella scelta su come progredire nel gioco. Si può interagire e parlare con gli altri giocatori della squadra grazie al sistema di comunicazione audio integrato nel gioco, fondamentale per coordinarsi tatticamente.
Inizialmente era prevista una Companion App per Tablet, la quale permetteva di aggiungere un quinto membro alla propria squadra, o meglio ancora un Drone con funzionalità di supporto. Durante l'E3 2015 però è stata annunciata la cancellazione di tale App, in quanto avrebbe portato squilibri all'interno del gioco.
Dopo la closed beta dal 27 al 31 gennaio si sono potute capire molte delle meccaniche di gioco nella versione completa.

### Ambientazione
Particolare attenzione è stata data alla ricostruzione di New York in versione post-apocalittica, con edifici distrutti, caos per le strade ed un'enorme desolazione. La città, così come gli edifici, saranno liberamente esplorabili. New York avrà inoltre due speciali zone:
- Zona Nera (Dark Zone): vasta zona che si trova al centro di Manhattan, attorno all'Empire State Building. Si possono trovare oggetti rari e contaminati, l'obiettivo principale sarà effettuare l'estrazione di tali oggetti. Al suo interno però si possono incontrare altri giocatori e NPC nemici di livello molto elevato (Purificatori, Riker, Rivoltosi e Ultimo Battaglione), questa zona sarà quindi dedicata anche agli scontri PvP, ed è vivamente sconsigliato entrarci da soli. Durante l'accesso a tale zona, inoltre, non c'è alcun tipo di caricamento.[7]
- Social HUB: situato a Camp Hudson. Si tratta di una zona sicura in cui è possibile incontrare gli altri giocatori e altro ancora.

## Grafica
Il titolo utilizza il nuovissimo motore SnowDrop, ed è affiancato dal motore fisico Havok. Essendo sviluppato per console next-gen, il gioco mostra una grafica senza precedenti. Particolarmente curata l'illuminazione globale, quella particellare, i riflessi, le ombre, le luci, la realizzazione del fumo e i modelli dei personaggi. Il gioco è privo di aliasing, di sfumettature o di texture sgranate. Sono presenti anche il ciclo giorno-notte e le condizioni meteorologiche, tra cui spicca la neve dinamica. La versione PC del gioco è quella con il segmento grafico più avanzato ed ottimizzato.

## Distribuzione
Sebbene il titolo fosse inizialmente un'esclusiva per Xbox One e PlayStation 4, Ubisoft ha annunciato: 
(Ubisoft, profilo Twitter)
Il 20 agosto 2013 Ubisoft ha confermato ufficialmente l'uscita del titolo anche sulla piattaforma Microsoft Windows. Ubisoft ha annunciato ufficialmente nel maggio 2014 che Tom Clancy's The Division è stato rimandato al 2015. Poco prima dell'E3 2015 il titolo è stato rimandato al 2016, durante la conferenza Ubisoft è stata annunciata la data ufficiale, 8 marzo 2016. Il titolo sarebbe dovuto uscire infatti nel corso del 2014, Ubisoft ha rivelato che i team di Massive Entertainment, Ubisoft Reflections e Red Storm Entertainment non volevano compromettere la qualità finale della produzione pubblicandola prima che fosse effettivamente completa. Dal 9 al 12 dicembre 2015 è uscita la Closed Alpha su Xbox One, la Closed Beta è stata per PC/PS4/Xbox One il 28/29 gennaio 2016.
Per pubblicizzare The Division, a febbraio 2016 venne pubblicato un gioco gratuito per browser, Collapse o Collapse: The End of Society Simulator, uno strategico dove con scelte di menù si controlla lo spargimento del virus nel mondo.